# ラリー・マイズ
ローレンス・ホーガン・"ラリー"・マイズ（Lawrence Hogan "Larry" Mize, 1958年9月23日 - ）はアメリカ合衆国ジョージア州オーガスタ出身のプロゴルファー。主にアメリカのゴルフツアーを中心に活躍している。

## 経歴
28歳で迎えた1987年の「第51回マスターズ・トーナメント」で、最終日の4月12日、72ホールのプレイを終えて285打の3アンダーパーでグレグ・ノーマンやセベ・バレステロスと首位タイに並び、プレイオフの末、優勝したことで有名となった。プレイオフ1ホール目の10番ホールでバレステロスが1.5mのパーパットを外し、3パットのボギーで脱落、マイズとノーマンの一騎討ちとなり、アーメンコーナーの最初の11番ホール（455ヤード、パー4）へ。第2打は両者とも池やクリークを避けてグリーンの右から攻めた。ノーマンは第2打でカップの真横16ヤードのグリーン右のエッジに運んで2オン、対するマイズは第2打を右に大きく外してグリーン右のラフにつかまり、グリーンまで約20ヤード、カップまで約40ヤードを残したが、この位置はグリーンまでは打ち上げで、高速グリーン上は複雑なアンジュレーションかつ急勾配で池に向かう下りでパーセーブするのも困難と予測され、この時点で誰もがノーマンの優勝を確信した。ところが、マイズがサンドウェッジで第3打のアーメンショットを「攻撃的にしっかり（マイズ談）」打つと、ボールはグリーン手前で2バウンドした後、グリーン上をスルスルとフックラインで転がり、真ん中からピンに当たってカップインするという奇跡のチップインバーディーとなったのに対し、ノーマンは3打目のバーディーパットを外して、マイズがツアー2勝目をマスターズで挙げた。マイズは地元オーガスタ出身で、10代の前半に3番ホールのリーダーボード係のボランティア経験があり、優勝後「子供の時の大きな夢が、今日本当になった。夢は叶う」とコメントした。前年劇的な復活優勝を果たしたジャック・ニクラスは「この勝利で君は今後の人生の多くの扉を開けていくだろう」とマイズを祝福し、マイズはニクラスがグリーンジャケットを着せた最後の人物となった。
PGAツアーでは通算4勝（メジャー1勝）。また、日本のゴルフツアーに招待され何度か出場した。中でも1988年の「カシオワールドオープンゴルフトーナメント」で優勝し、「ダンロップフェニックストーナメント」では1989年と1990年に、大会史上初の2年連続優勝を達成した。

## プロ優勝 (10)

### PGAツアー (4)
| No. | Date         | 大会                         | 優勝スコア      | パー | 2位との差 | 2位（タイ）                                            |
| --- | ------------ | ---------------------------- | --------------- | ---- | --------- | ------------------------------------------------------ |
| 1   | Jun 26, 1983 | Danny Thomas Memphis Classic | 70-65-69-70=274 | −14  | 1打差     | チップ・ベック, サミー・レイチェルズ, ファジー・ゼラー |
| 2   | 1987年4月    | マスターズ                   | 70-72-72-71=285 | −3   | Playoff   | セベ・バレステロス, グレグ・ノーマン                   |
| 3   | Jan 24, 1993 | ノーザン・テレコム・オープン | 68-66-70-67=271 | −17  | 2打差     | ジェフ・マガート                                       |
| 4   | Aug 8, 1993  | ビュイック・オープン         | 64-69-71-68=272 | −16  | 1打差     | ファジー・ゼラー                                       |

### 日本ツアー (3)
- 1988 カシオワールドオープン
- 1989 ダンロップフェニックストーナメント
- 1990 ダンロップフェニックストーナメント

### その他 (2)
- 1993 ジョニー・ウォーカー世界ゴルフ選手権 (非公式)
- 2000 Straight Down Fall Classic (with Jim Lehman)

### チャンピオンズツアー (1)
| No. | Date      | 大会                 | 優勝スコア   | パー | 2位との差 | 2位（タイ）    |
| --- | --------- | -------------------- | ------------ | ---- | --------- | -------------- |
| 1   | 2010年7月 | モントリオール選手権 | 67-68-64=199 | −17  | 1 stroke  | ジョン・クック |